# Morombe
Morombe – miasto na Madagaskarze, w regionie Atsimo-Andrefana.